# Киселёвское сельское поселение (Хабаровский край)
Киселёвское се́льское поселе́ние — сельское поселение в Ульчском районе Хабаровского края. Административный центр - село Киселёвка, также включает в себя посёлок сельского типа Ключевой и село Имени Максима Горького.

## Население
| 2010 | 2011 | 2012 | 2013 | 2014 | 2015 | 2016 |
| ---- | ---- | ---- | ---- | ---- | ---- | ---- |
| 899  | ↘893 | ↘847 | ↘810 | ↘784 | ↘741 | ↘695 |
| 2017 | 2018 | 2020 | 2021 |      |      |      |
| ↘677 | ↘660 | ↘624 | ↘586 |      |      |      |